# Opel Ampera
Opel Ampera — електричний гібридний автомобіль від німецької компанії Opel розроблений на основі Chevrolet Volt.
Вперше автомобіль представлений на Женевському автосалоні в березні 2009 року. У Великій Британії автомобіль продається з першої половини 2012 року під назвою Vauxhall Ampera, є версією Opel Ampera з правим кермом.

## Опис

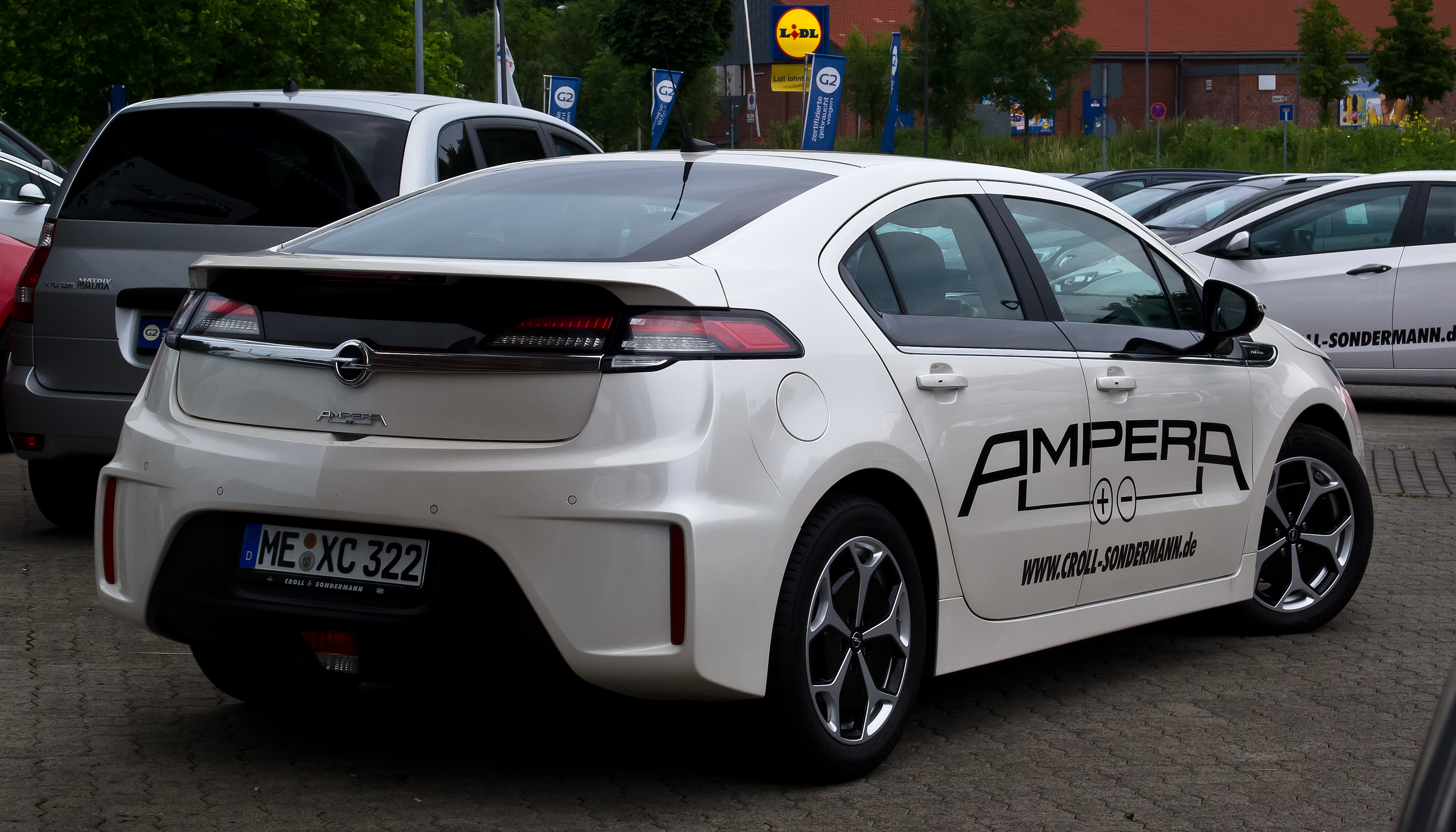
Opel Ampera ePionier Edition

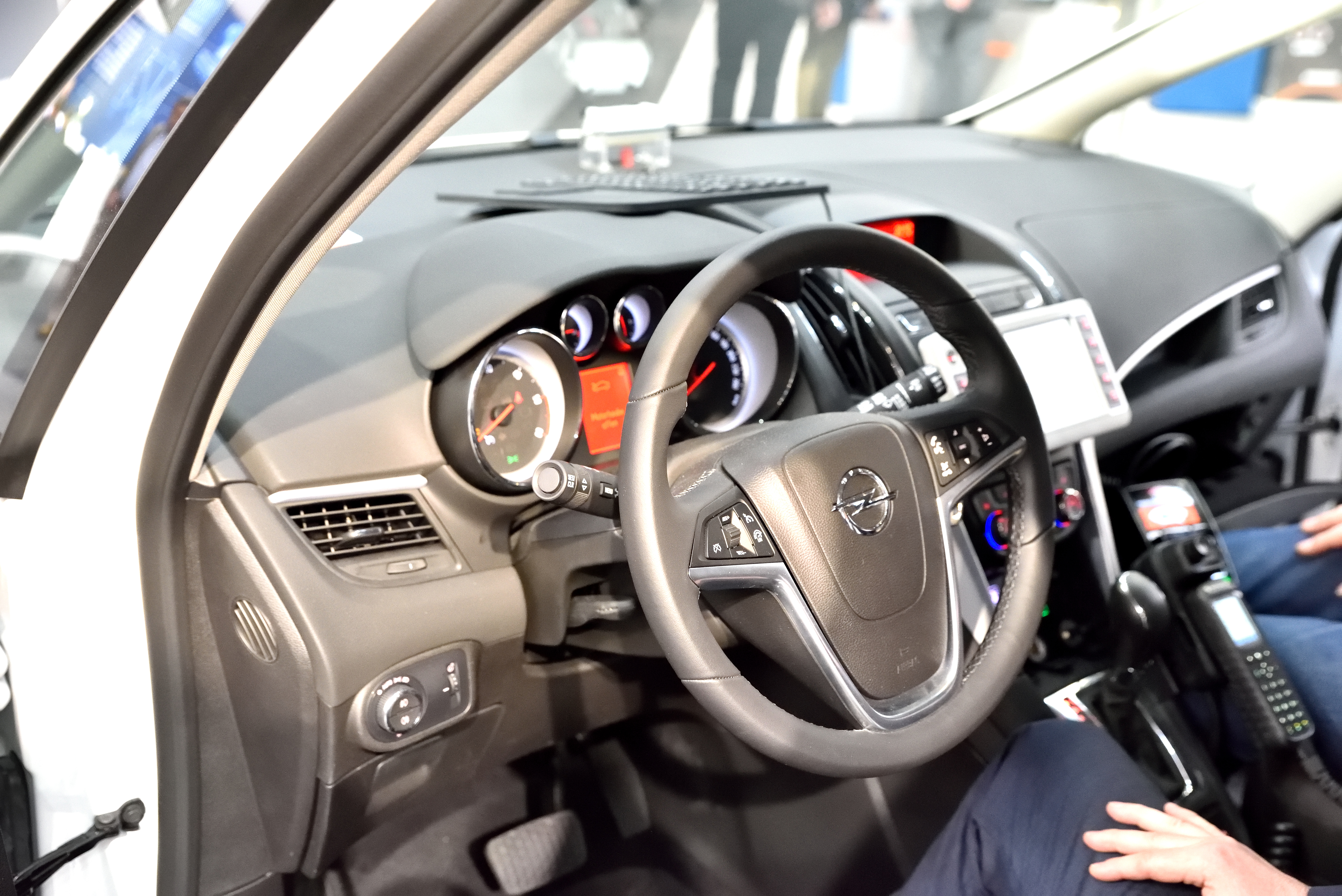

Повний гібрид Opel Ampera створений на базі нового сімейства гібридних систем - Voltec. Voltec виробляє електроенергію на борту автомобіля з паливних елементів або інших джерел (двигун внутрішнього згорання, який не з`єднаний з трансмісією, який призначений тільки для обертання електрогенератора)
На Opel Ampera встановлено електродвигун потужністю 111 кВт з крутним моментом 370 Нм. Літій-іонні акумулятори з піковою потужністю 136 кВт. Час зарядки від мережі 110 вольт - 6-6,5 годин, від мережі 240 вольт - 3-4 години. Прискорення до швидкості 60 миль/год 8,0-8,5 с. Максимальна швидкість - 161 км/год. Ampera працює в режимі електромобіля аж до стану неповної розрядки (30% від ємності акумуляторів). На автомобілі встановлений електричний генератор, що приводиться бензиновим двигуном внутрішнього згоряння потужністю 63 кВт, обсяг 1.4 (1,398)літра, 4 циліндри.
Паливний бак - 35,2 літрів. Цього палива та повної зарядки акумуляторів достатньо для пробігу 400км. Акумулятори також запасають енергію рекуперативного гальмування. Гібрид здатний проїхати в режимі електромобіля приблизно 55 км.
Opel Ampera є європейською версією американського Chevrolet Volt від батьківською компанії General Motors, і є електричним транспортним засобом з розширеним діапазоном руху. Електрична енергія є первинним джерелом енергії транспортного засобу, в той час як пальне є вторинним джерелом енергії (що перетворюється у електричне).
Цей транспортний засіб має два режими роботи:
- Електричний Режим (основний), в якому транспортний засіб рухається тільки за рахунок блоку електричної тяги. Він перетворює електричну енергію з високовольтної батареї у механічну для приводу у рух коліс. В електричному режимі транспортний засіб не використовує пальне та не генерує вихлопні речовини. У цьому первинному (основному) режимі транспортний засіб живиться (приводиться у дію) електричною енергією, що зберігається у високовольтній батареї. Транспортний засіб може працювати в цьому режимі до того моменту, коли у батареї зостається тільки невелика кількість електричного заряду (коли батарея досягає стану з низьким зарядом). Коли транспортний засіб досягає кінця свого електричного діапазону руху (коли батарея розряджається), він переключається у Режим Розширеного Діапазону (РРД).
- Режим Розширеного Діапазону (вторинний), в якому транспортний засіб отримує енергію на електродвигун як від батареї так і від двигуна-генератора.  У цьому вторинному режимі електрична енергія генерується двигуном, який живиться від палива. Це вторинне джерело енергії розширює діапазон руху транспортного засобу. Функціонування транспортного засобу буде продовжено у режимі РРД до того моменту, коли транспортний засіб може бути підключеним до джерела електричної енергії для поповнення заряду батареї високої напруги та відновлення Електричного Режиму.

### Двигуни
- тяговий електродвигун 111кВт, 370 Нм (синхронний двигун на постійних магнітах)
- електрогенератор 54 кВт (синхронний двигун на постійних магнітах)
- бензиновий двигун для генератора: 1.4 л  A14XFL EcoFLEX LUU I4, 63кВт

### Високовольтна батарея
- 288 Літій-Іонних безкорпусних (пласких) елементів  LG Chem (96s3p - 96 елементів послідовно по 3 групи паралельно)
- Ємність: 45 Ампер·годин, 16кВт·год
- Напруга: 370В
- Максимальний струм: 400А
- Максимальна потужність: 115кВт
- Вага: 198кг
- Об'єм: 138дм³
- Контроль температури рідким теплоносієм (антифріз): підігрів, охолодження

## Opel Ampera-е

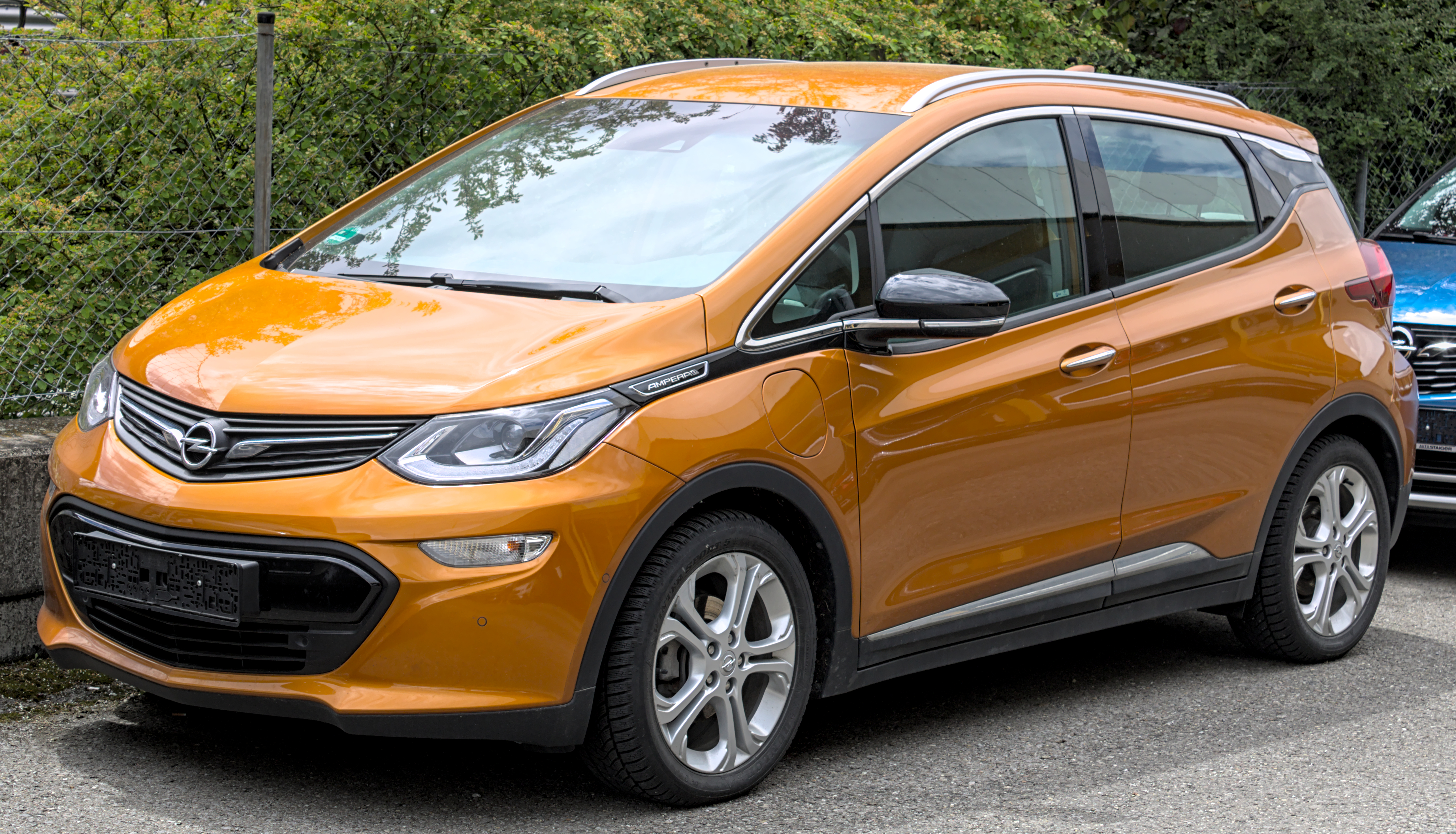
Opel Ampera-е

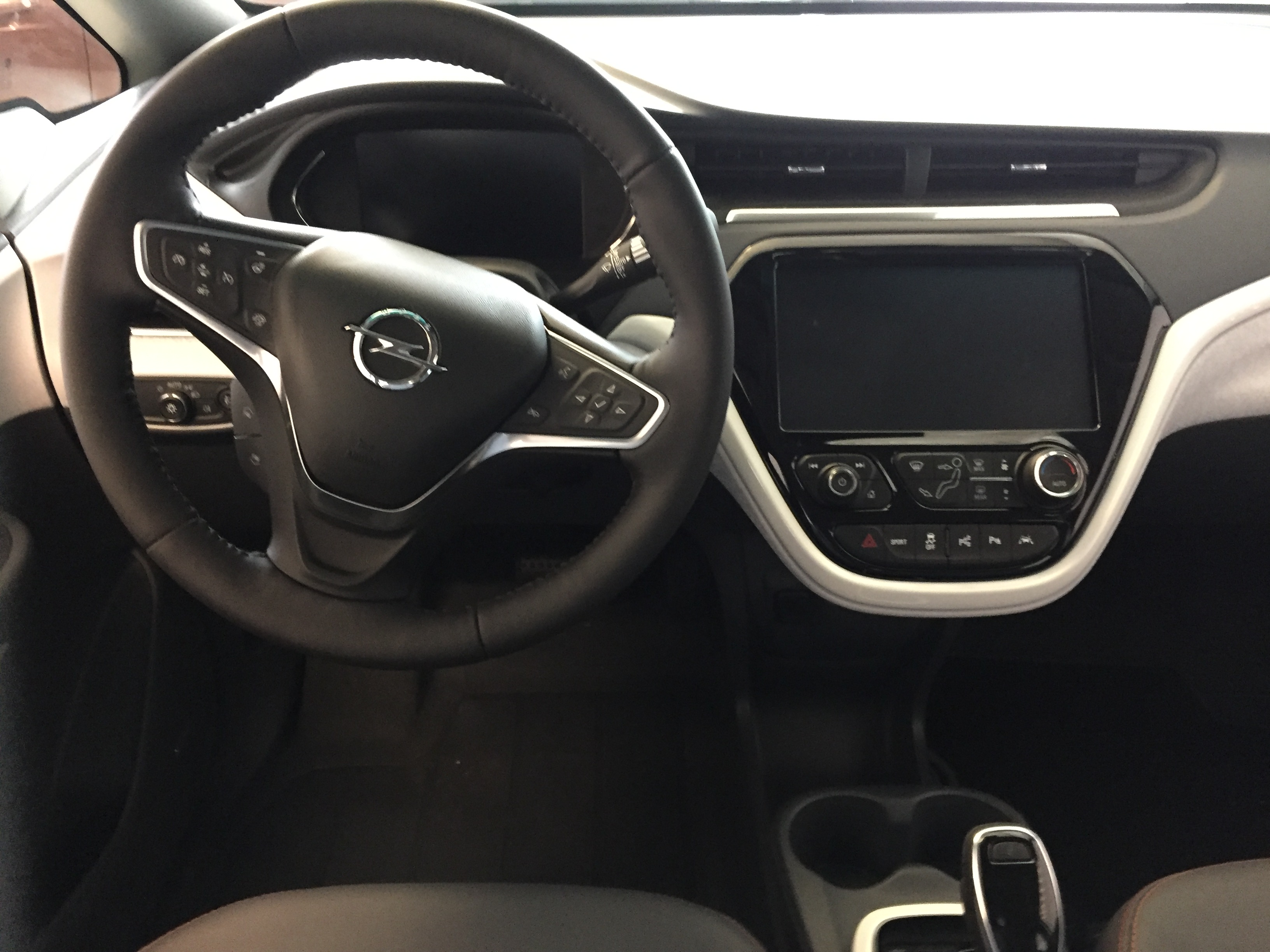
Opel Ampera-е

В кінці вересня 2016 року в Парижі представлено електромобіль Opel Ampera-е - клон Chevrolet Bolt, не рахуючи шильдиків. В продаж в Європі модель надійшла в 2017 році. Однак в паспортних даних у Ampera-е є одна істотна відмінність. Так як навантаження на машину в американському їздовому циклі EPA і європейському NEDC істотно відрізняються (американський жорсткіший), то номінальна дальність ходу на одній зарядці у Ampera-e буде вище.

## Продажі
| Реєстрація/продаж автомобілів Opel/Vauxhall Ampera на найбільших національних ринках з 2011 по грудень 2015 року            | Реєстрація/продаж автомобілів Opel/Vauxhall Ampera на найбільших національних ринках з 2011 по грудень 2015 року | Реєстрація/продаж автомобілів Opel/Vauxhall Ampera на найбільших національних ринках з 2011 по грудень 2015 року | Реєстрація/продаж автомобілів Opel/Vauxhall Ampera на найбільших національних ринках з 2011 по грудень 2015 року | Реєстрація/продаж автомобілів Opel/Vauxhall Ampera на найбільших національних ринках з 2011 по грудень 2015 року | Реєстрація/продаж автомобілів Opel/Vauxhall Ampera на найбільших національних ринках з 2011 по грудень 2015 року | Реєстрація/продаж автомобілів Opel/Vauxhall Ampera на найбільших національних ринках з 2011 по грудень 2015 року |
| Країна | Всього 2011–2015                                                                                                 | 2015 | 2014 | 2013 | 2012 | 2011 |
| --- | --- | --- | --- | --- | --- | --- |
| Нідерланди | 5,031 | 80 | 41 | 2,207 | 2,695 | 8 |
| Німеччина[джерело?] | 1,542 | 21 | 117 | 335 | 828 | 241 |
| Велика Британія | 1,279(1) | 110(1) | 535 | 175 | 455 | 4 |
| Швейцарія[джерело?] | 474 | 56 | 72 | 73 | 258 | 15 |
| Франція | 373 | 6 | 120(2) | 57 | 190 | n.a. |
| Норвегія | 249 | 2 | 18 | 88 | 141 | n.a. |
| Австрія | 238 | 3 | 28 | 42 | 165 | n.a. |
| Бельгія | 217 | 3 | 13 | 31 | 170 | n.a. |
| Швеція | 147 | 16 | 22 | 21 | 88 | n.a. |
| Загальний обсяг продажів в Європі                                                                                           | 9,989 | 300 | 933 | 3,184 | 5,268 | 304 |
| Note: (1) Продажі Vauxhall Ampera у Великій Британії до кінця вересня 2015 року. (2) Продажі у Франції до червня 2014 року. | | | | | | |